# Dominique Horwitz
Pour les articles homonymes, voir Horwitz.
Dominique Horwitz, né le 23 avril 1957 à Paris, est un acteur, chanteur et écrivain français qui vit et travaille en Allemagne.

## Biographie
Dominique Horwitz grandit avec sa sœur et son frère à Paris, où ses parents tiennent un Delicatessen. Ses parents d'origine juive se sont installés à Paris pendant le Troisième Reich. En 1971, la famille retourne en Allemagne pour des raisons professionnelles. Il obtient son abitur au Collège français de Berlin.
Il commence sa carrière au cinéma et à la télévision en 1977. En 1978 et 1979, il joue dans le cabaret CaDeWe. Il est ensuite engagé au théâtre: le Zimmertheater à Tübingen de 1979 à 1983, le Bayerisches Staatsschauspiel à Munich de 1983 à 1985, le Théâtre Thalia de Hambourg de 1985 à 1988. Il est devenu particulièrement populaire grâce à ses rôles dans le film Stalingrad et le téléfilm Der große Bellheim (1993).
Il se fait aussi un nom dans la chanson en reprenant L'Opéra de quat'sous et Jacques Brel.
À côté de sa carrière au cinéma et à la télévision, il se consacre essentiellement au théâtre.
En 1982, il se marie avec Patricia avec qui il a deux enfants, l'actrice Miriam Horwitz et Laszlo Horwitz. En 2003, sur le tournage de Die Blindgänger, il fait la connaissance d'Anna qui devient sa deuxième femme et lui donne deux enfants, Mick et Marlene.
En 2018, Dominique Horwitz entame une tournée théâtrale dans laquelle il raconte, accompagné de musiciens, la vie de Serge Gainsbourg 
Aujourd’hui, il vit avec sa famille près de Weimar en Thuringe.

## Filmographie (sélection)

### Cinéma
- 1978: David de Peter Lilienthal: Leo Singer
- 1983: Die wilden Fünfziger de Peter Zadek: Mick
- 1986: Stammheim de Reinhard Hauff: Un témoin
- 1988: Fifty Fifty de Peter Timm: Willi
- 1989: Tour d’amour de Veit Helmer: Anton
- 1991: Transit de René Allio
- 1991: Anna Göldin, la dernière sorcière de Gertrud Pinkus: Kubli
- 1993: Stalingrad de Joseph Vilsmaier: Le caporal-chef Fritz Reiser
- 1998: Rencontres nocturnes d’Andreas Dresen : Victor
- 2000: Heidi M. de Michael Klier: Franz
- 2002: Fou de Paris (Verrückt nach Paris) de Pago Bahlke et Eike Besuden: Enno
- 2003: Sams in Gefahr de Ben Verbong: Fitzgerald Daume
- 2004: Die Blindgänger de Bernd Sahling: Mr Karl
- 2005: Die blaue Grenze de Till Franzen: Ove Poulsen
- 2005: Shooting Dogs de Michael Caton-Jones: Le capitaine Charles Delon
- 2007: Du bist nicht allein de Bernd Böhlich
- 2007: Rudy de Peter Timm: Einstein, l'un des voleurs
- 2008: Die Rote Zora de Peter Kahane: Ivekovic
- 2011: Gegengerade de Tarek Ehlail: Stiller
- 2011: Löwenzahn – Das Kinoabenteuer de Peter Timm: Roman Zenkert

### Télévision

#### Téléfilms
- 1993: La treizième voiture d’Alain Bonnot: Valentin
- 1994: Der letzte Kosmonaut de Nico Hofmann: Genadij Shukov
- 1997: Trickser d’Olivier Hirschbiegel: Erik
- 1999: Stille Nacht – Heilige Nacht de Thomas Stiller: Joachim
- 1999: Enthüllung einer Ehe de Michael Verhoeven: Roman
- 2000: Bonhoeffer – Agent of Grace d’Eric Till: Gerhard Leibholz
- 2001: Anne Frank : The whole story (mini-série): Hans Goslar
- 2007: Krauses Fest de Bernd Böhlich: Liebmann
- 2008: Die Frau des Frisörs de Jan Ruzicka: Siegfried Müller
- 2011: Krauses Braut de Bernd Böhlich: Lutz Liebmann
- 2014: Mona kriegt ein Baby de Ben Verbong: Max Rosenthal
- 2014: Schlaflos in Istanbul de Marcus Ulbricht: Jean-Claude Lazar
- 2015: Nele in Berlin de Kathrin Feistl: Ulli Müller

#### Séries télévisées
- 1978: Tatort: Himmelfahrt: Robbi
- 1983: Tatort: Mord ist kein Geschäft
- 1983: Rote Erde (trois épisodes): Rudi Schickert
- 1989: Tatort: Schumutzarbeit: Joseph
- 1993: Der große Bellheim (5 épisodes): Charly
- 1993: Un cas pour deux: Un aller pour le ciel (Ticket zum Himmel): Markus Rupp
- 1994: L’enquêteur (Der Fahnder): Der Traumtänze: Rudy Leschke
- 1993: Der kleine Vampir – Neue Abenteuer (6 épisodes): Stöbermann
- 1995: Wolff, police criminelle: Braqueurs en herbe (Todsicher): Bernd
- 1995: Le Renard: Amours mortelles (Das zweite Geständnis): Jörg von Petgus
- 1995: Tödliche Wahl (trois épisodes): Wolf     Kabitz
- 1995: Tatort: Eine mörderische Rolle: Hermes
- 1996: Polizeiruf 110 : Kurzer Traum : Armin
- 1996: Inspecteur Derrick : Soumission (Bleischröder is tot): Hans Brenner [4]
- 1996-1997: Große Freiheit (9 épisodes) : Kaminski
- 1999:  Polizieruf 110: Mörderkind: Le vétérinaire
- 1999: Tatort: Kriegsspuren: Hausmann
- 2002: Tatort: Schatten: Sören Feldmann
- 2006: L'Héroïne de Gdansk de Volker Schlöndorff : Kazimierz
- 2007: Le Dernier Témoin : Das Gift des Schweigens : Jockel Löw
- 2007: Le Dernier Témoin: Tödliche Schönheit: Jockel Löw
- 2007: Le Dernier Témoin: Den Sieg Im Blut: Jockel Löw
- 2007–2013: Krimi.de (13 épisodes): Le commissaire Meininger
- 2009: Die Rebellin (mini-série): Gustav Berkow
- 2010: Un cas pour deux: Sous pression (Unter Druck): Wolfgang Tieck
- 2013: Tatort: Die Fette Hoppe: Caspar Bogdanski
- 2015: Tatort: Der Irre Iwan: Caspar Bogdanski
- 2015: Tatort: Hinter dem Spiegel: Simon Finger